# Bayer Giants Leverkusen
El Bayer Giants Leverkusen és un equip alemany de basquetbol de la ciutat de Leverkusen, secció del club esportiu Bayer Leverkusen.

## Palmarès
- Lliga alemanya de bàsquet (14): 1970, 1971, 1972, 1976, 1979, 1985, 1986, 1990, 1991, 1992, 1993, 1994, 1995, 1996
- Copa alemanya de bàsquet (10): 1970, 1971, 1974, 1976, 1986, 1987, 1990, 1991, 1993, 1995

## Jugadors destacats
- Detlef Schrempf
- John Best
- Henning Harnisch
- Chris Welp
- Michael Koch
- Denis Wucherer
- Sven Schultze
- Demond Greene
- Hansi Gnad